# Moreno Valley
Moreno Valley – miasto w Stanach Zjednoczonych, w stanie Kalifornia, w hrabstwie Riverside. Według spisu ludności przeprowadzonego przez United States Census Bureau w roku 2010, w Moreno Valley mieszka 193 365 mieszkańców.